# 黄家湾乡
黄家湾乡是中国陕西省商洛市镇安县下辖的一个乡。

## 行政区划
黄家湾乡下辖以下行政区：
先锋村、益兴村、罗家营村、新华村、太白庙村